# Birk Anders
Birk Anders (* 3. November 1967 in Schlema) ist ein ehemaliger deutscher Biathlet, der für die DDR startete.
Birk Anders gewann bei den Juniorenweltmeisterschaften 1986 im Sprint die Gold- und im Einzel die Silbermedaille. Bei den Olympischen Spielen 1988 in Calgary verpasst er als Vierter im Sprint über 10 Kilometer knapp einen Podestplatz. 1989 konnte er bei den Weltmeisterschaften zusammen mit Frank Luck, André Sehmisch und Frank-Peter Roetsch mit der DDR-Staffel über 4-mal 7,5 Kilometer den Titel holen. Eine weitere Goldmedaille gewann er im folgenden Jahr in Oslo in der Mannschaft mit Raik Dittrich, Mark Kirchner und Frank Luck. Bei der aufgrund von starkem Nebel abgebrochenen Staffel, deren Austragung in Kontiolahti nachgeholt wurde, erreichte er zehn Tage später zum Saisonende 1990 noch den dritten Platz, diesmal wieder mit André Sehmisch neben Luck und Kirchner.